# 斯科羅德納
49°29′43″N 39°29′29″E / 49.49528°N 39.49139°E
斯科羅德納（烏克蘭語：Скородна）是位於烏克蘭東部的村莊，由盧甘斯克州舊比利斯克區的馬爾基夫卡市鎮負責管轄。該村始建於1650年，面積0.34平方公里，海拔高度159米，2001年人口195，人口密度每平方公里566.9人。